# Code général des impôts
Der Code général des Impôts (abgekürzt: CGI) ist ein französisches Gesetzesbuch, das Gesetzesbestimmungen zusammenfasst, die sich allesamt auf das Steuerrecht beziehen.
Zu Anfang gab es eine derartige Gesetzessammlung separat für jede einzelne Steuerart, etwa für die direkten Steuern einen Code des impôts directs, einen Code de l’enregistrement für die Registrierungsgebühren oder einen Code du timbre für die Stempelsteuer. Am 6. April 1950 wurde durch vier Dekrete und ein Arrêt die Einrichtung des CGI ins Werk gesetzt.
Der CGI vereint insbesondere die Bestimmungen bezüglich der Steuerbasis (l'assiette) und der Eintreibung der Einkommensteuer, der Unternehmenssteuer, der Mehrwertsteuer, der Registrierungsgebühren, der lokalen Steuern sowie weiterer direkter oder indirekter Besteuerungen durch den Staat oder die Territorialkörperschaften.
Der CGI setzt sich zusammen aus einem Hauptteil, welcher durch vier Anhänge ergänzt wird:
- Anhang I für die Reglementierung der öffentlichen Verwaltung;
- Anhang II für die Dekrete des Staatsrates (Conseil d’État)
- Anhang III für die einfachen Dekrete;
- Anhang IV für die Anordnungen (Arrêts).

Um den CGI zu verkürzen, wurde Ende der 1970er Jahre beschlossen, die Regeln über die Rechtsstreitigkeiten in Bezug auf die Steuerbasis oder den Steuereinzug auszugliedern und separat zu regeln. Das Buch der steuerrechtlichen Verfahren (Livre des procédures fiscales) wurde durch zwei Dekrete und eine Anordnung vom 15. September 1981 geschaffen.

## Einzelbelege
1. ↑  Lien vers les textes codificateurs.
2. ↑  Décrets du 15 septembre 1981.